# Dekanat Grybów
Dekanat Grybów (łac. Decanatus Gryboviensis) – dekanat wchodzący w skład rzymskokatolickiej diecezji tarnowskiej. 

## Historia

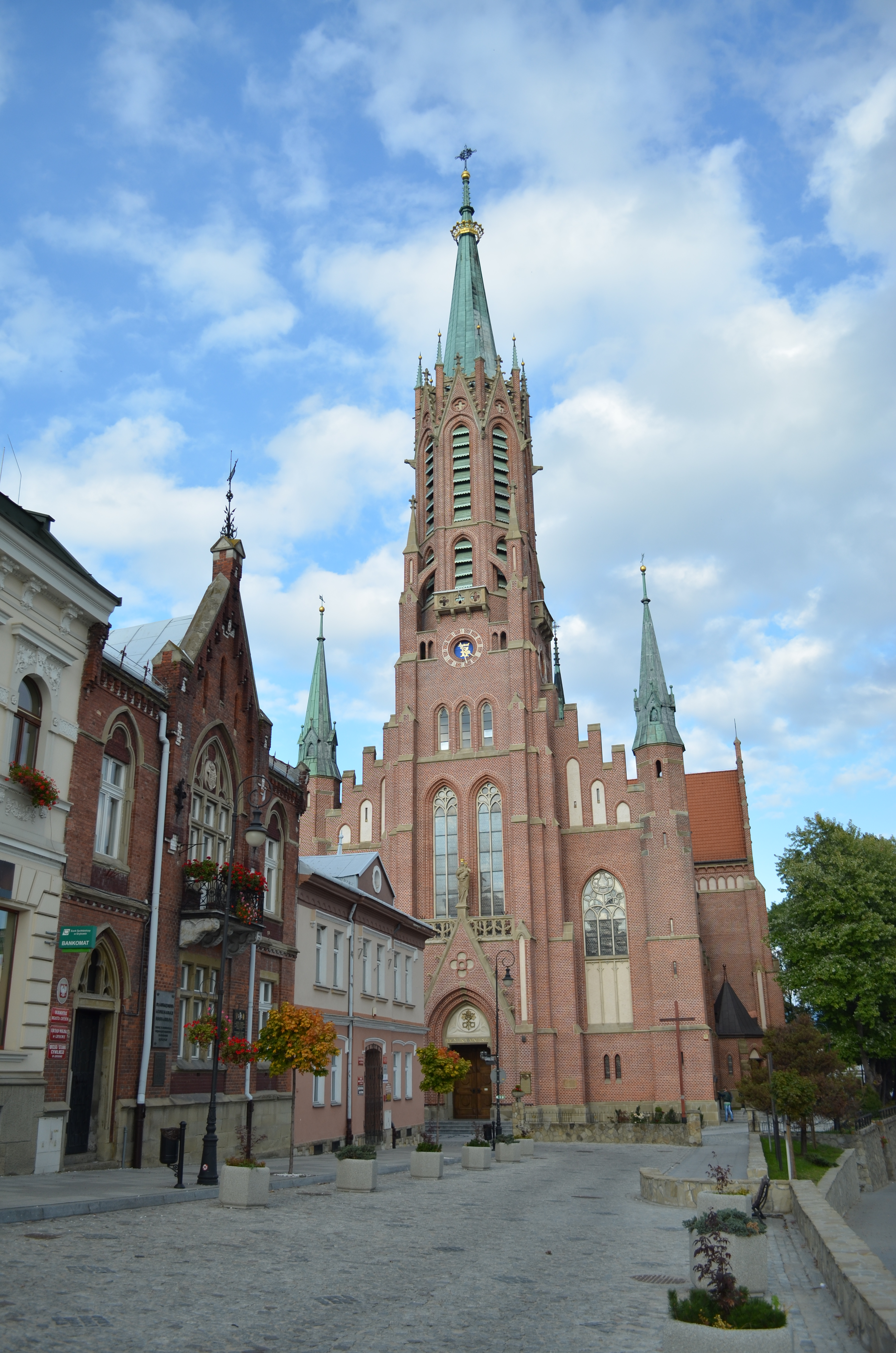
Bazylika św. Katarzyny Aleksandryjskiej w Grybowie (stolica dekanatu grybowskiego)

Dekanat Grybów powstał 8 września 1928 roku na mocy dekretu biskupa Leona Wałęgi. W skład nowego dekanatu weszły parafie: Grybów, Gródek, Jasienna, Kąclowa, Krużlowa, Mogilno, Polna, Ptaszkowa, Ropa, Stróże i Szalowa. Pierwszym dziekanem został ks. Jan Solak - proboszcz grybowski, wicedziekanem natomiast ks. Michał Syzdek - proboszcz poleński (Polna) a notariuszem proboszcz ptaszkowski (Ptaszkowa) - ks. Edward Pykosz.
Granice dekanatu ulegały w następnych latach zmianom i tak w 1972 roku dekanat obejmował aż szesnaście miejscowości. Były to parafie (miejscowości): Binczarowa, Brunary, Florynka, Gródek, Grybów, Kąclowa, Krużlowa, Łosie, Polna, Ptaszkowa, Ropa, Stróże, Szalowa, Śnietnica, Uście Gorlickie i Wysowa. W 1992 roku do dekanatu weszły nowo utworzone parafie w Banicy i Białej Niżnej, natomiast odpadła parafia w Szalowej, która weszła w skład nowo powstałego w tym roku dekanatu Łużna (dekanat łużniański).
Biorąc jednak pod uwagę położenie geograficzne (odległość parafii), względy duszpasterskie oraz warunki współpracy kapłanów w dekanacie, na mocy kan. 374 § 2 KPK, ks. biskup Wiktor Skworc - ówczesny biskup tarnowski, ks. kanclerz kurii tarnowskiej dr Karol Dziubaczka, dokonali reorganizacji dekanatu grybowskiego, który objął 10 parafii (poniżej lista) i funkcjonuje w obecnym kształcie do dzisiaj. Pozostałe parafie zostały włączone do powstałego dekanatu Ropa. Były to parafie: Banica, Brunary, Łosie, Ropa, Śnietnica oraz Uście Gorlickie i Wysowa. Dekret powyższy wszedł w życie z dniem 1 listopada 1998 r.

## Parafie
W skład obecnego dekanatu grybowskiego wchodzą parafie:
- Biała Niżna – Parafia Matki Bożej Różańcowej
- Binczarowa – Parafia św. Stanisława Biskupa Męczennika
- Florynka – Parafia Najświętszego Serca Pana Jezusa
- Gródek – Parafia Najświętszego Serca Pana Jezusa
- Grybów – Parafia św. Katarzyny
- Kąclowa – Parafia Najświętszej Maryi Panny Wniebowziętej
- Krużlowa Wyżna – Parafia Narodzenia Najświętszej Maryi Panny
- Polna – Parafia św. Andrzeja Apostoła
- Ptaszkowa – Parafia Imienia Najświętszej Maryi Panny
- Stróże – Parafia Najświętszej Maryi Panny Królowej Polski

## Dziekani
Obecnie dziekanem dekanatu Grybów jest ks. Ryszard Sorota – proboszcz parafii Grybów, a wicedziekanem ks. Józef Kmak – proboszcz parafii Ptaszkowa.
Dziekani:
- ks. Ryszard Sorota - proboszcz grybowski (od 2006), obecny dziekan od 14.08.2022 r.[3][4]
- ks. Bolesław Bukowiec - proboszcz parafii Kąclowa (1993-2022), dziekan do sierpnia 2022[5]

- ks. Józef Dudek - proboszcz parafii Grybów w latach 1989–2006[6]

- ks. Władysław Burek - proboszcz grybowski (1987–1989)[7]

- ks. Adam Kaźmierczyk - proboszcz parafii Grybów (1962–1987)[8]

- ks. Jan Solak - proboszcz grybowski (1921–1961) i pierwszy dziekan od 1928 r.[9]

## Miejsca kultu
Szczególnymi miejscami kultu (w dekanacie, które gromadzą wiernych) są: 
- Parafia św. Katarzyny Aleksandryjskiej w Grybowie - bazylika mniejsza oraz sanktuarium maryjne z łaskami słynącym obrazem Matki Bożej z Dzieciątkiem zwanej Przedziwną z ok. XV w. Wierni nawiedzają bazylikę w ramach odpustów parafialnych oraz codziennej i całodziennej adoracja Najświętszego Sakramentu i tzw. stałego sakramentu pokuty[10][11][12].
- Parafia Narodzenia NMP w Krużlowej - sanktuarium Przemienienia Pańskiego z cudownym obrazem Pan Jezusa Przemienionego (z ok. 1500 roku), z tego miejsca pochodzi słynna gotycka rzeźba Pięknej Madonny Krużlowskiej (rok powstania 1410). Miejsce to odwiedza rocznie ok. 20 tys. pielgrzymów zwłaszcza w czasie sierpniowego tygodniowego odpustu[13][14][15].
- Parafia św. Andrzeja Apostoła w Polnej - w kościele znajdują się relikwię bł. ks. Jana Balickiego, który niegdyś był wikariusz w tej parafii. Wierni przybywają tu zwłaszcza w 3. piątki miesiąca na nabożeństwo o uzdrowienie i uwolnienie przez wstawiennictwo tegoż błogosławionego.[16][17].
- Parafia Imienia NMP w Ptaszkowej - pielgrzymi nawiedzają kościół parafialny (m.in. w czasie wrześniowego odpustu maryjnego) gdzie umieszczony jest łaskami słynący obraz Matki Bożej Ptaszkowskiej nazywaną również Radosną[18].

## Galeria

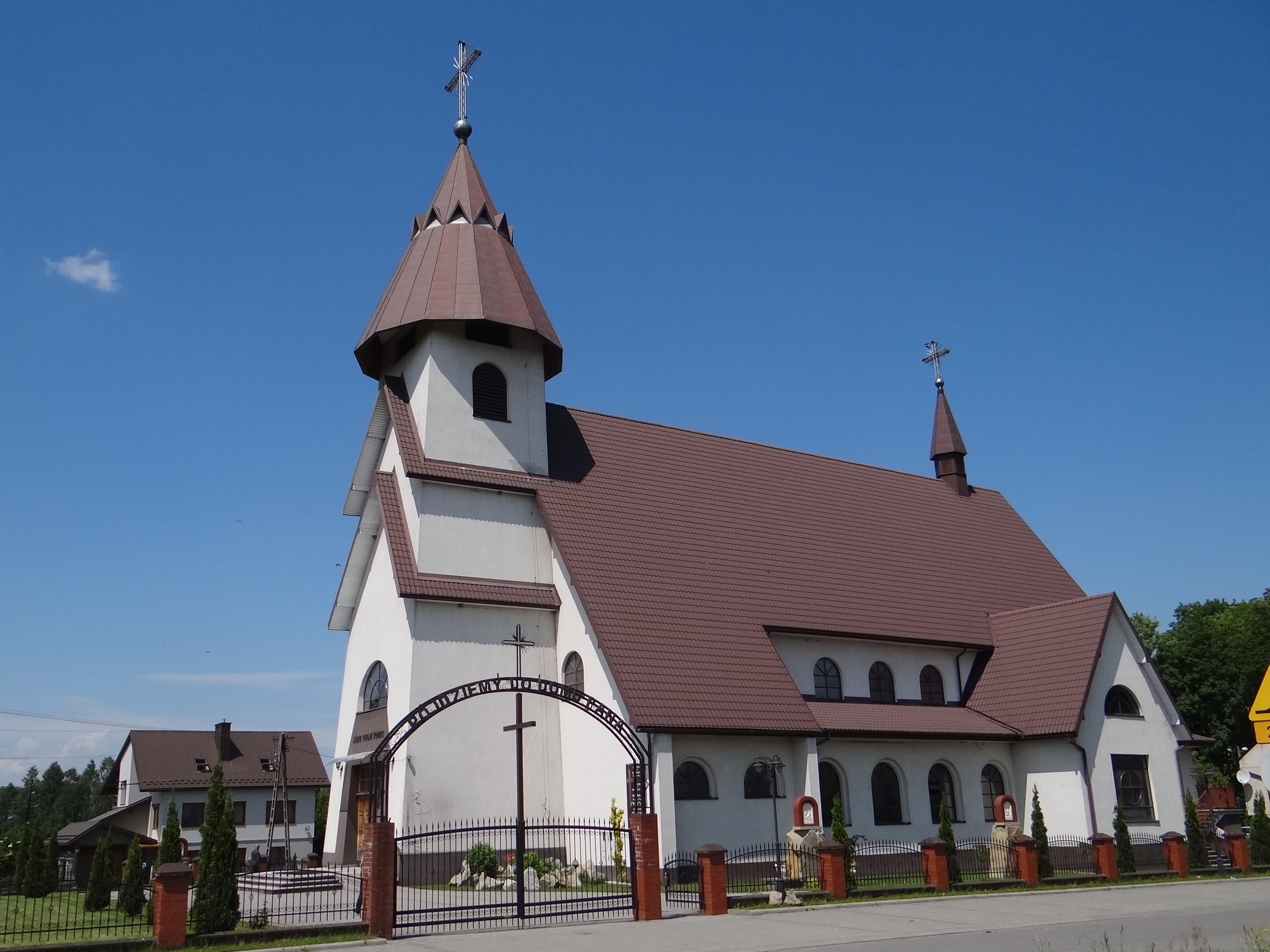
Kościół parafii pw. MB Różańcowej w Białej Niżnej
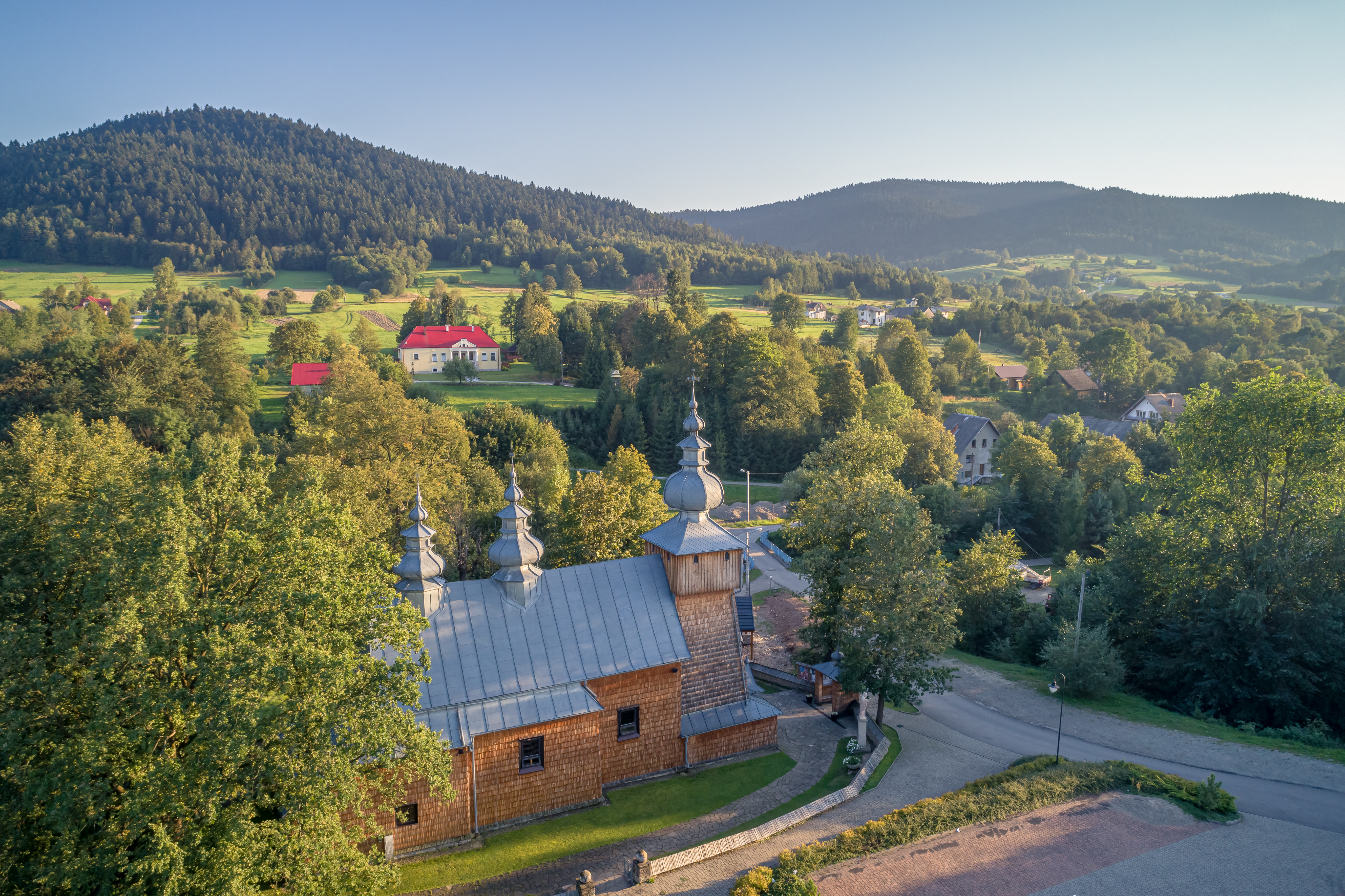
Cerkiew - kościół parafii św. Stanisława BM w Binczarowej
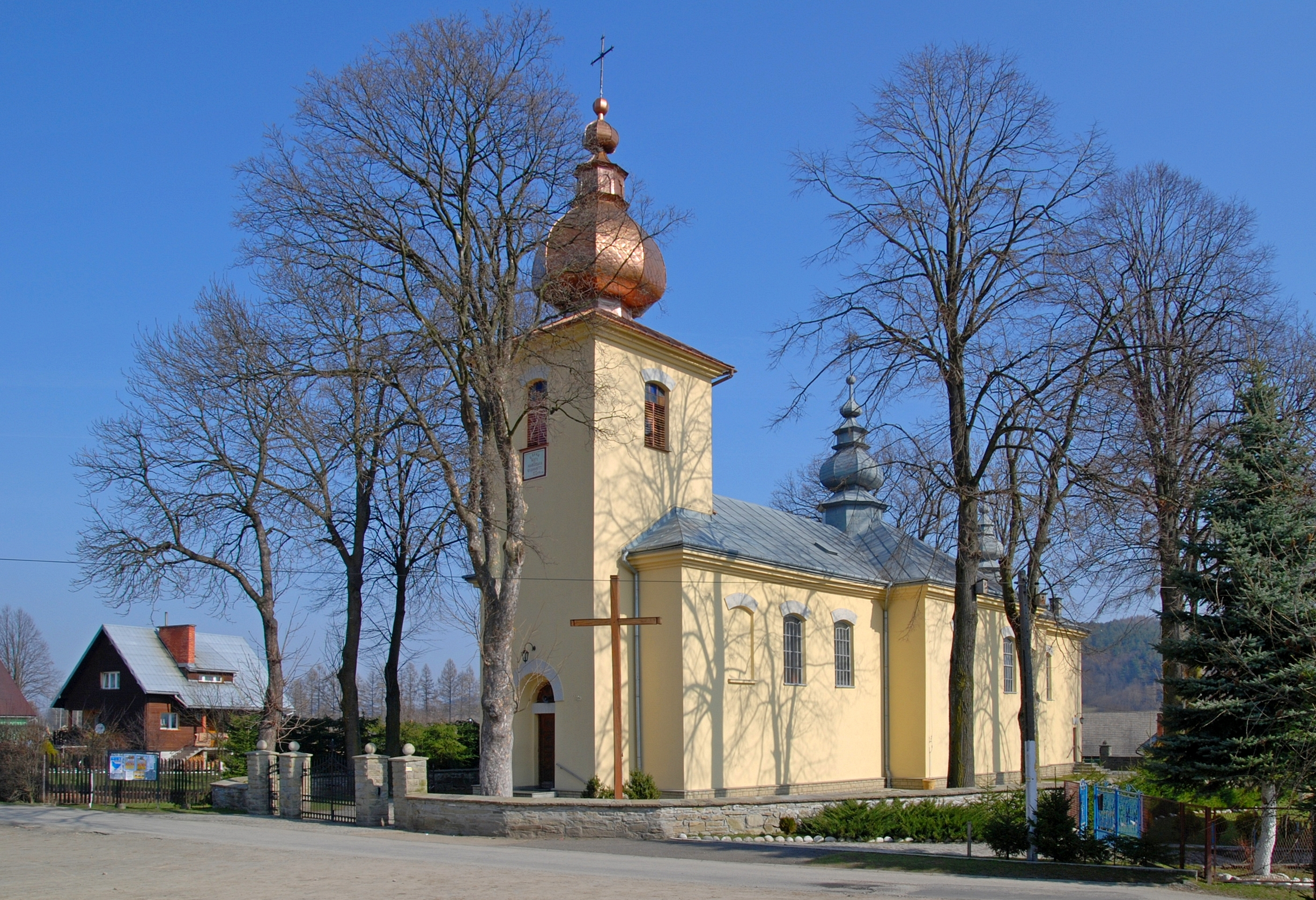
Cerkiew - kościół parafii pw. Najśw. Serca Pana Jezusa we Florynce
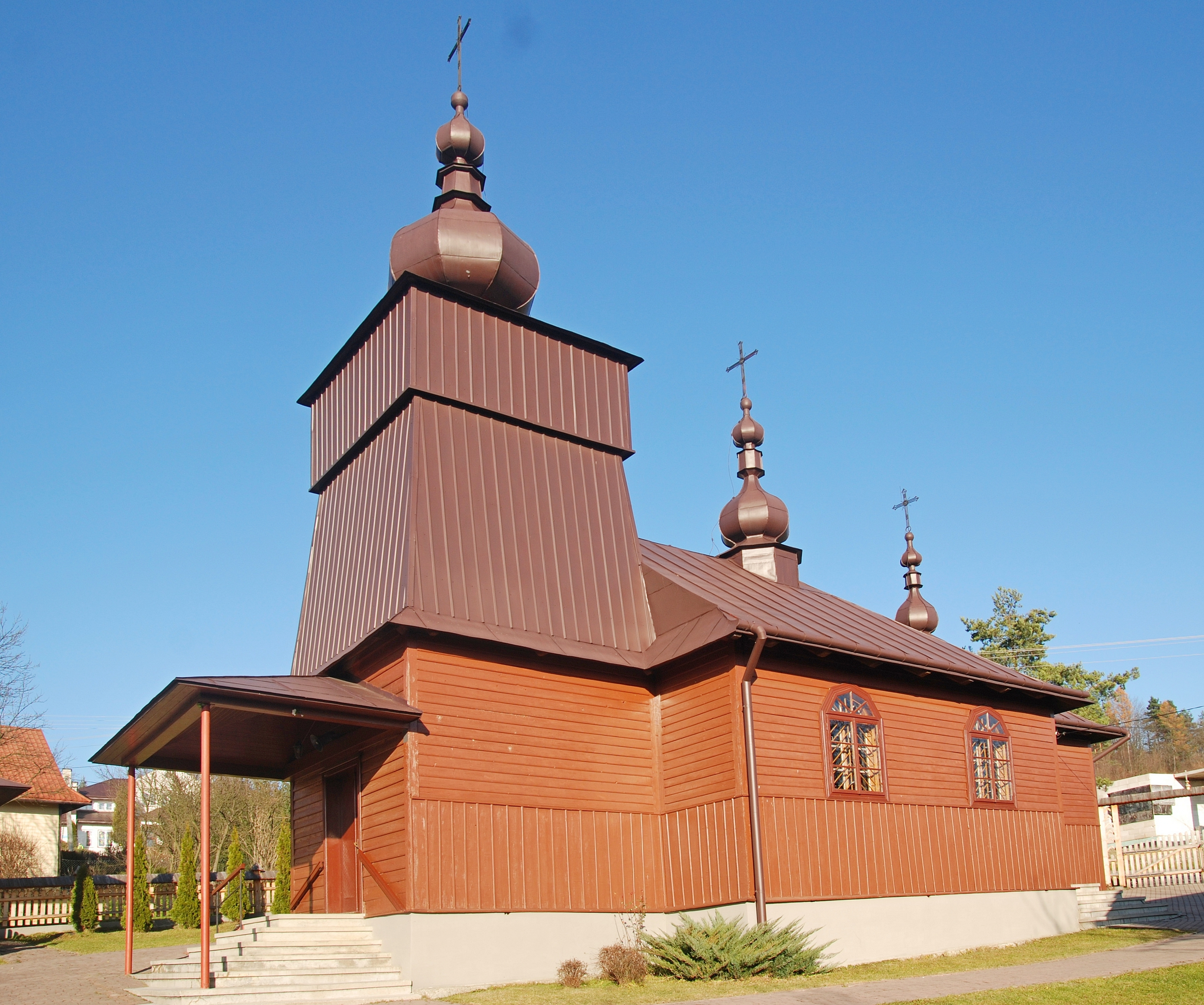
Wawrzka - cerkiew; kościół pomocniczy parafii Florynka
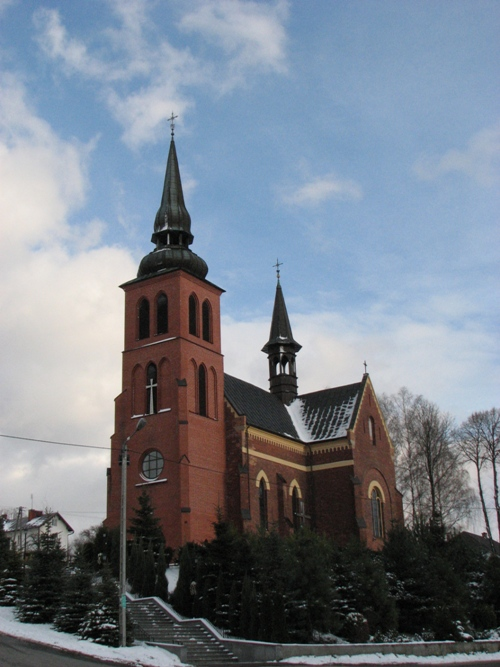
Kościół - parafia Najśw. Serca Pana Jezusa w Gródku
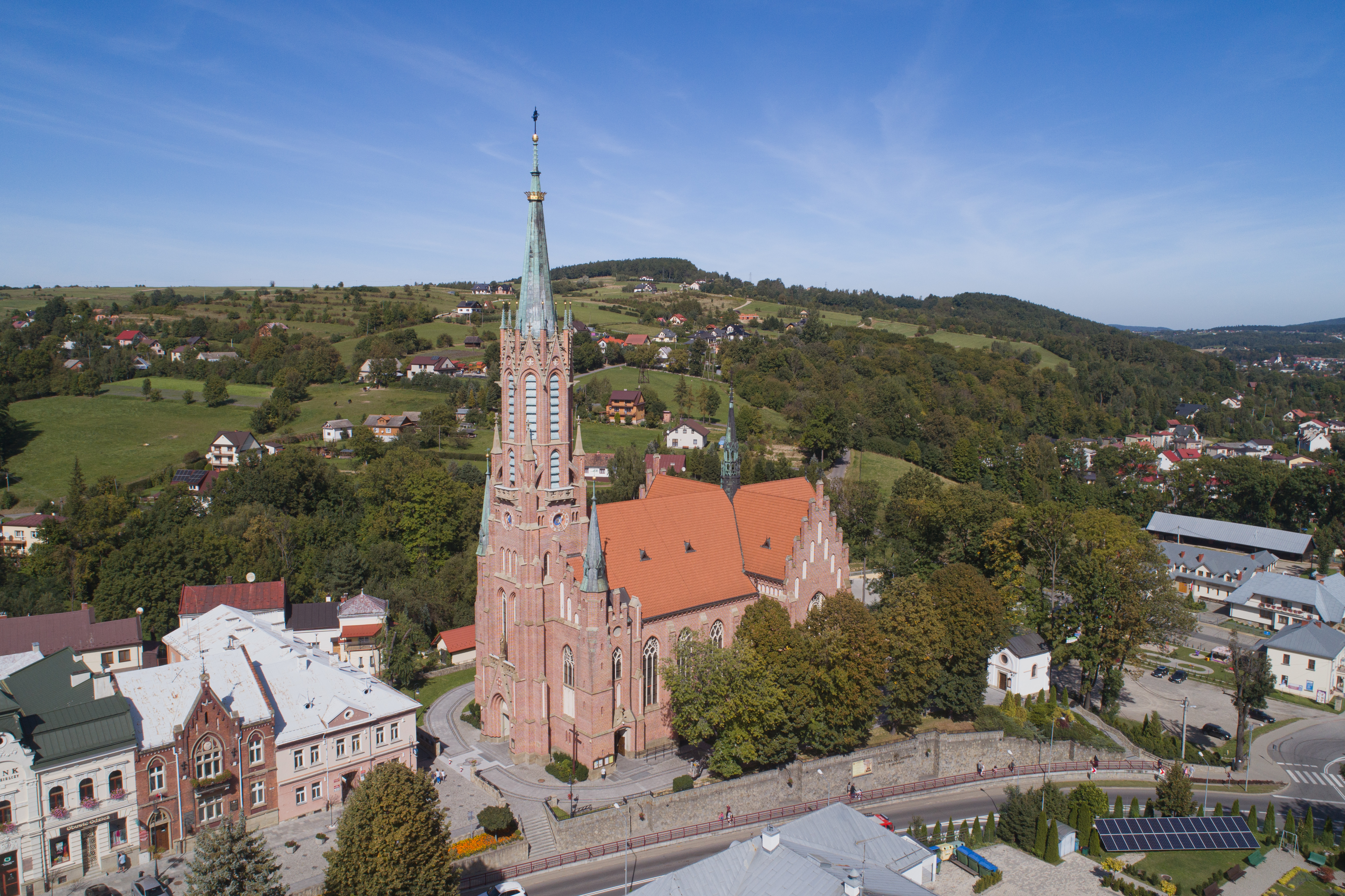
Bazylika pw. św. Katarzyny w Grybowie
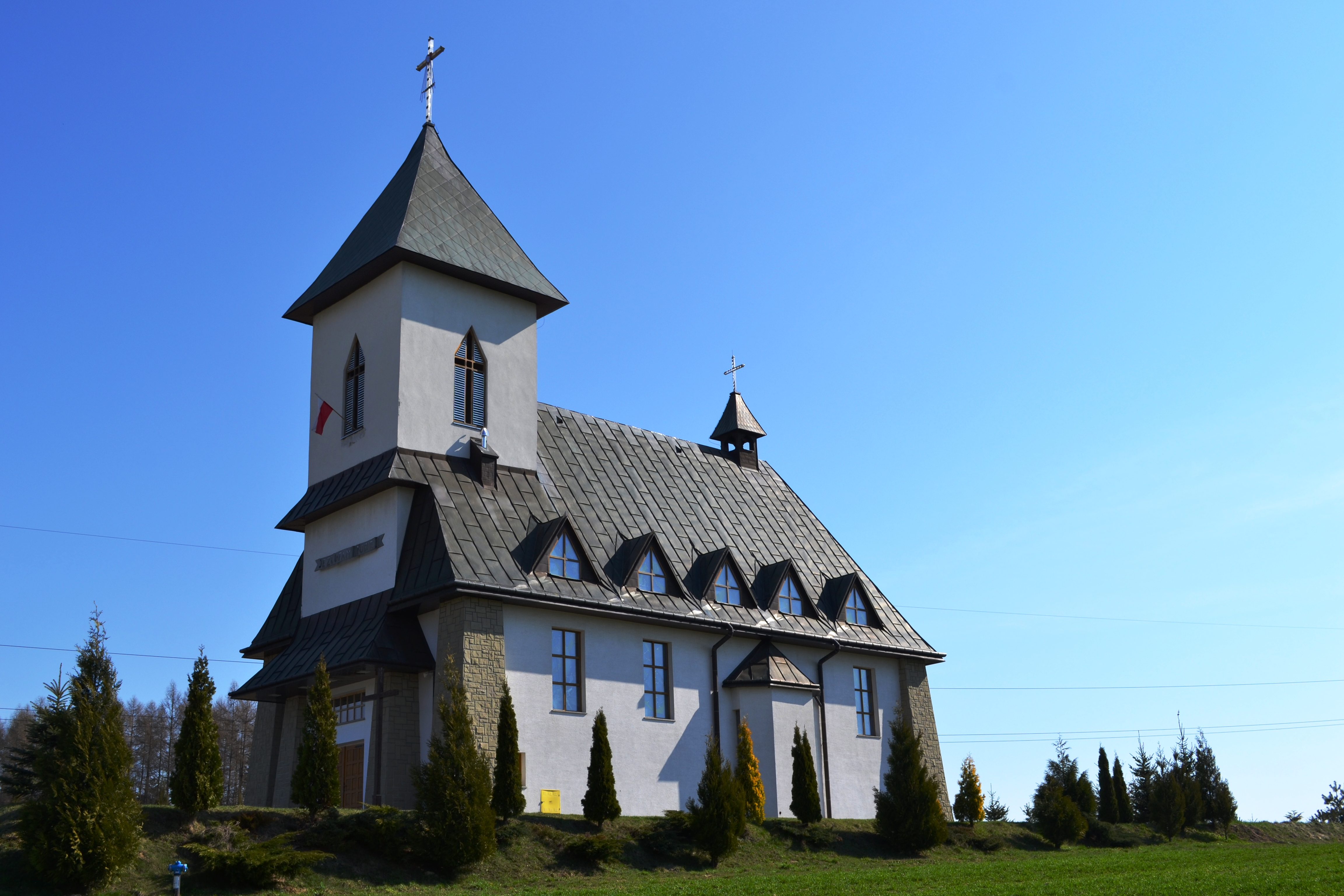
Kaplica w Siołkowej - parafia Grybów
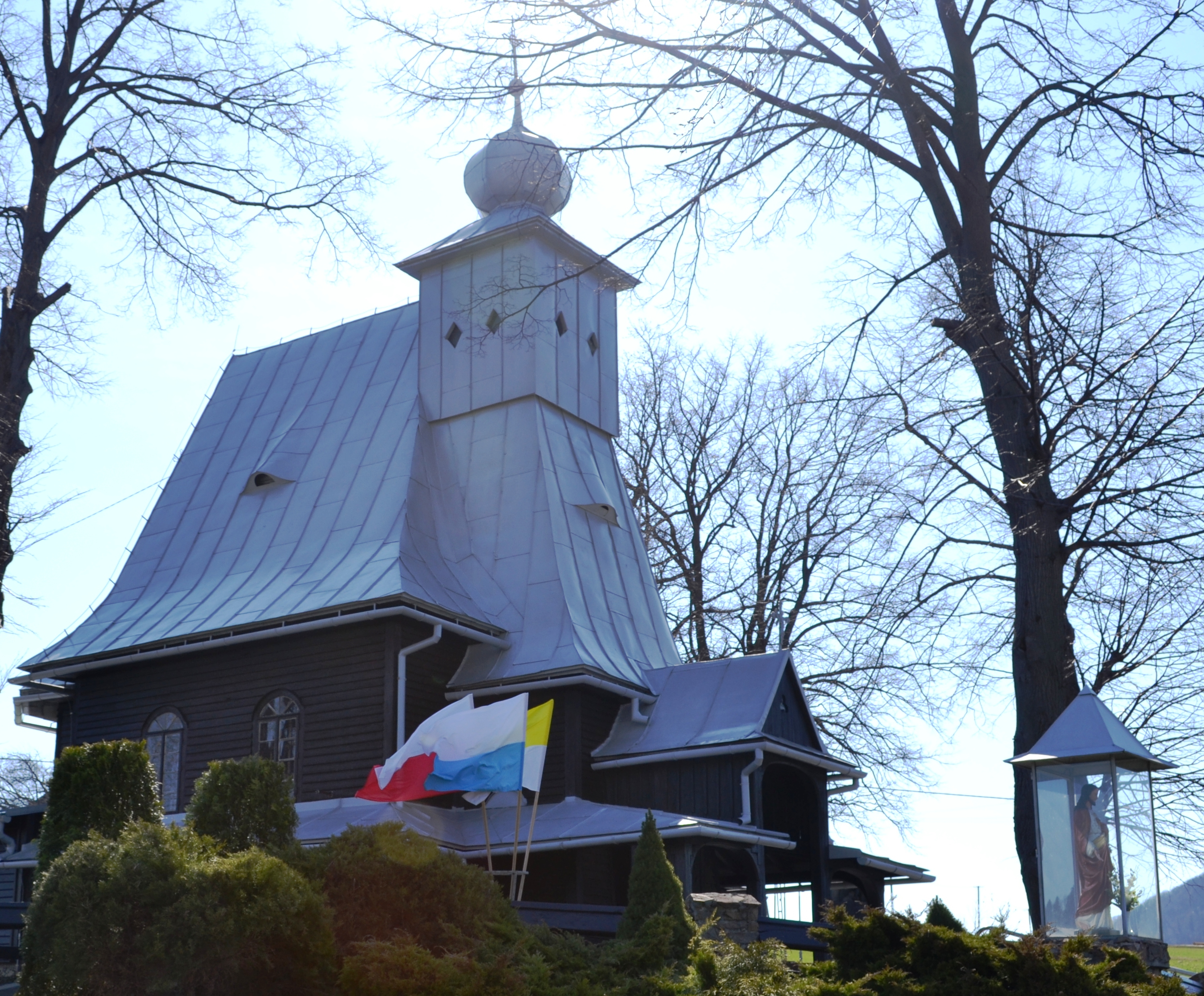
Kaplica na Podchełmiu - parafia Grybów
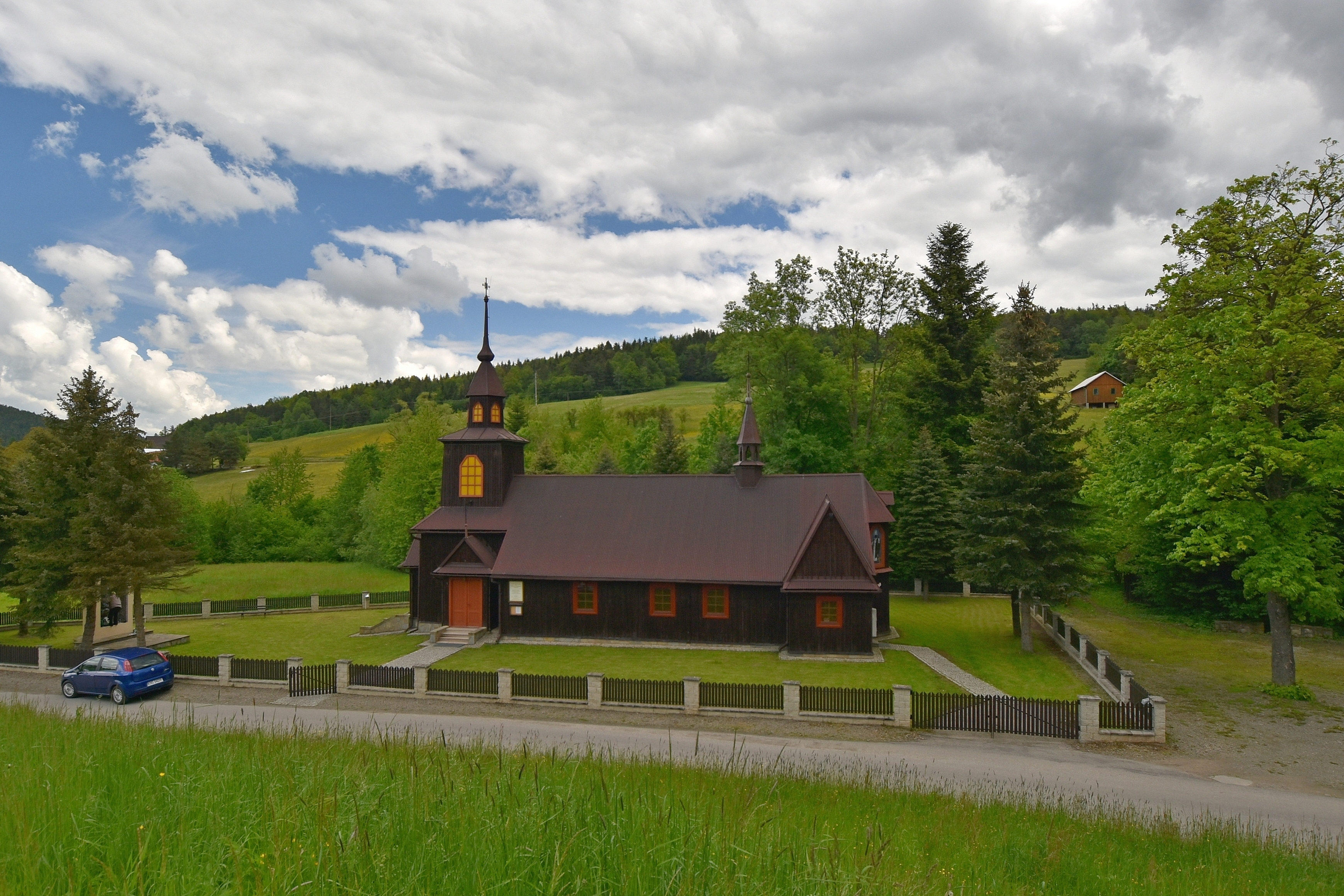
Kaplica śś. Piotra i Pawła - Podjaworze (parafia Grybów)
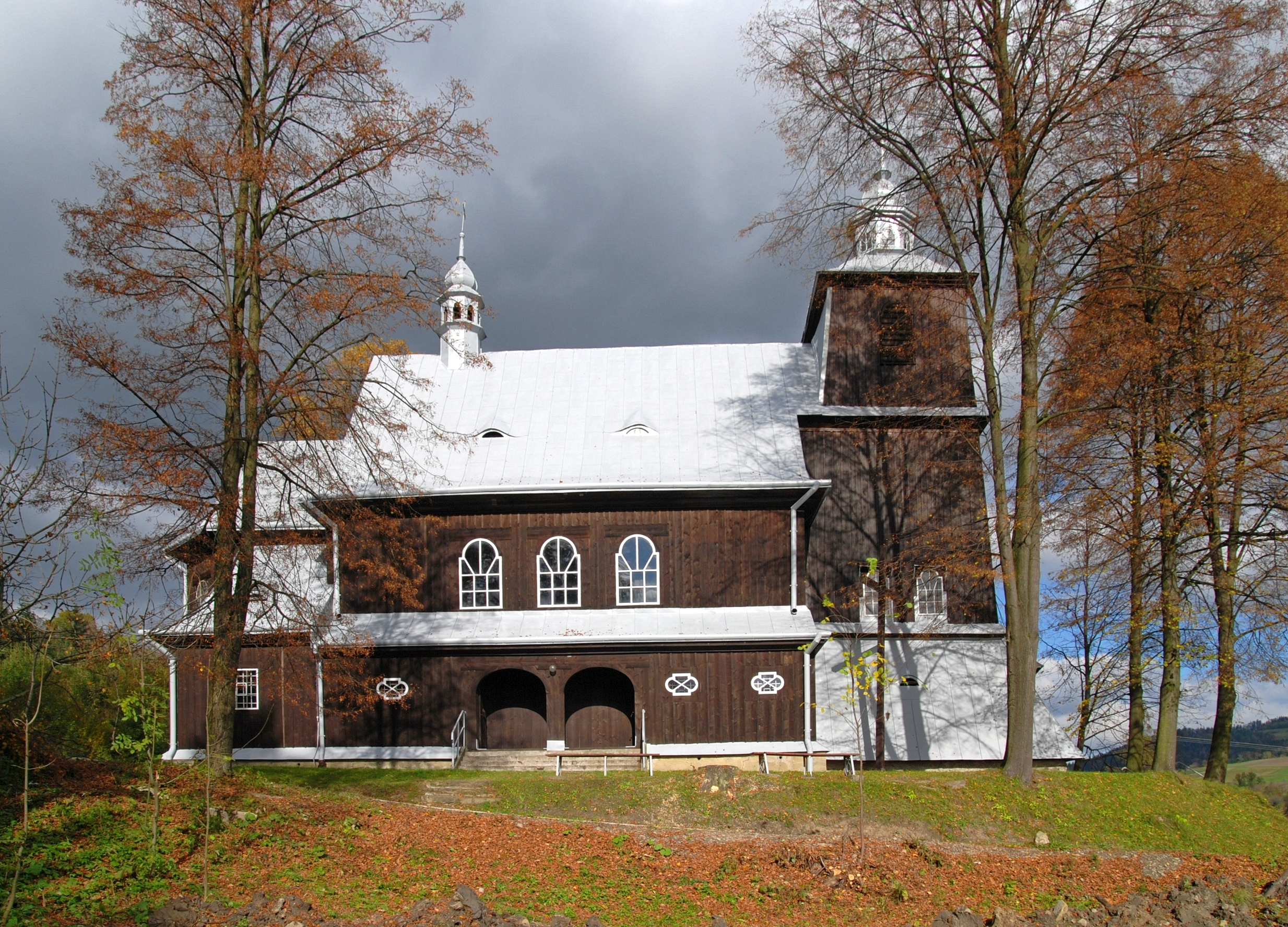
Kościół filialny św. Wojciecha w Kąclowej
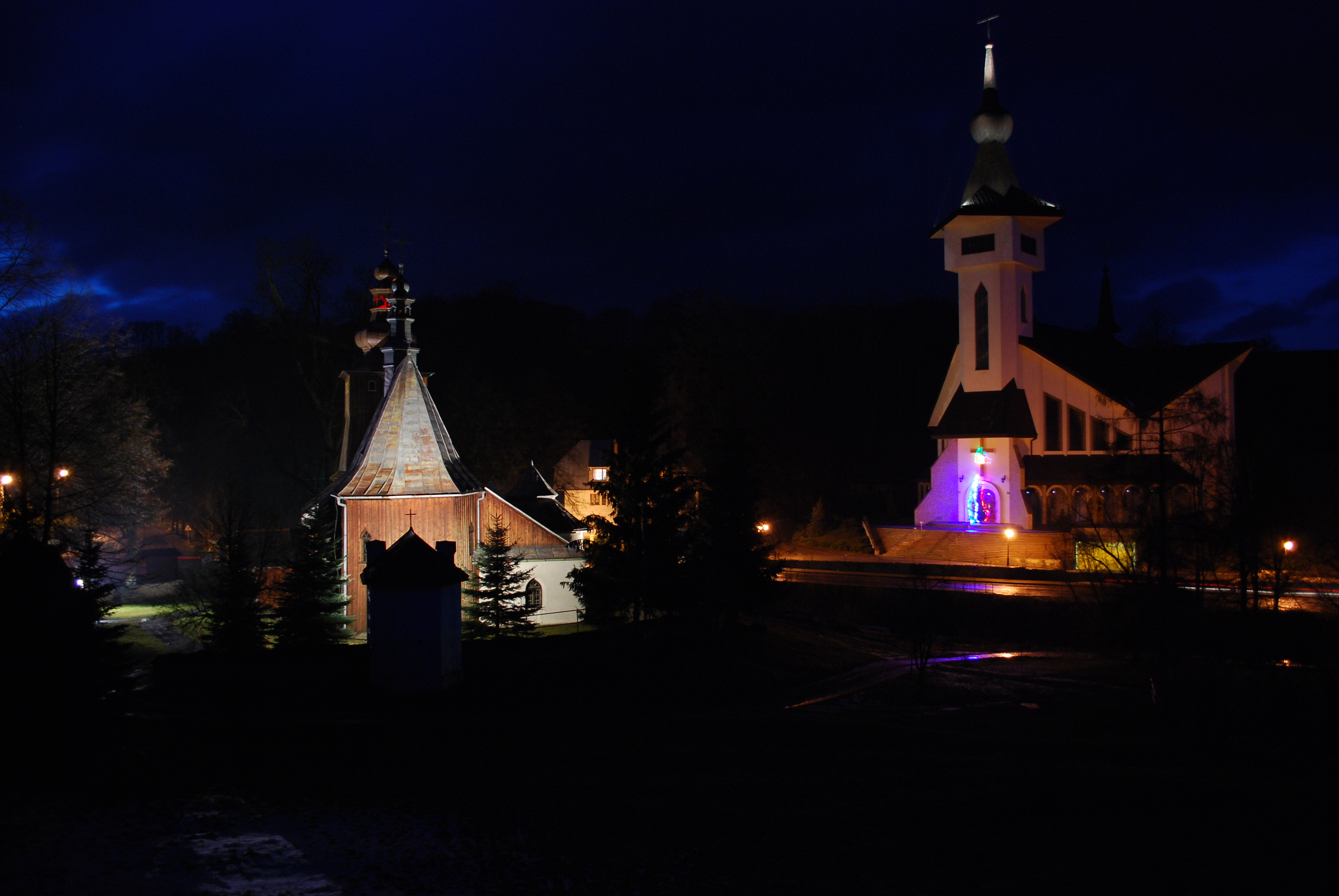
Krużlowa - stary i nowy kościół (sanktuarium)
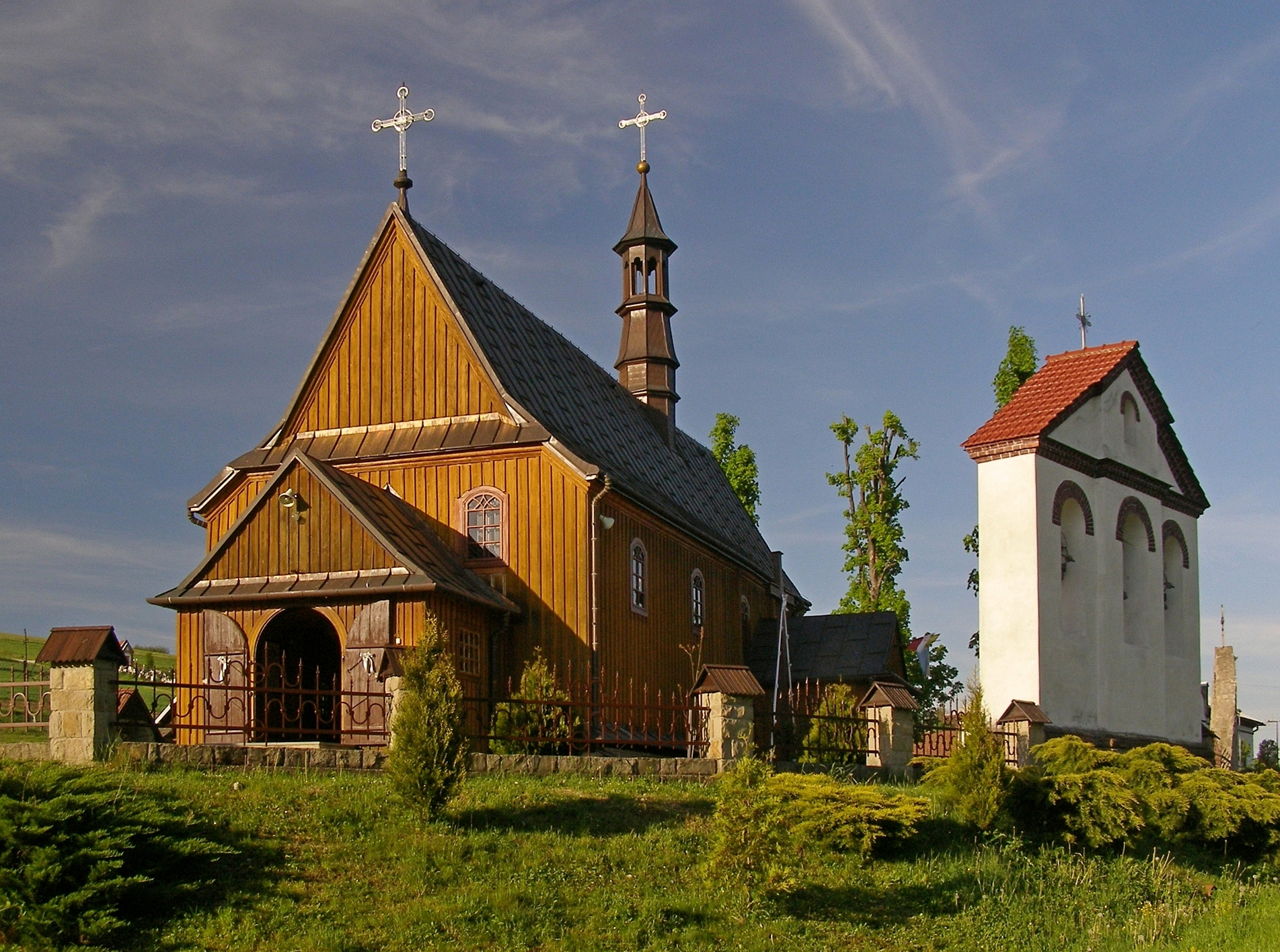
Kościół św. Andrzeja Apostoła w Polnej
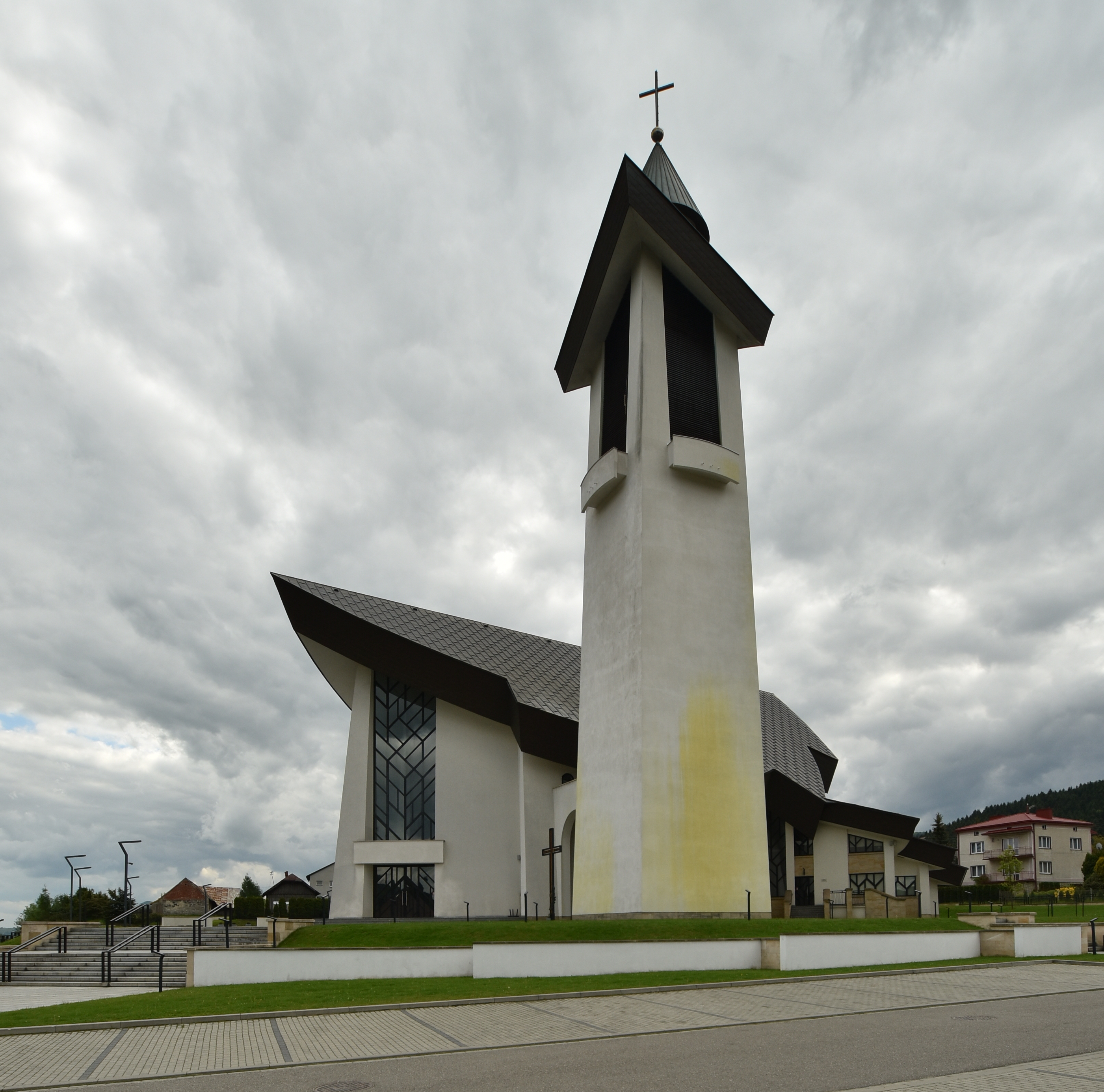
Kościół parafialny Imienia NMP w Ptaszkowej
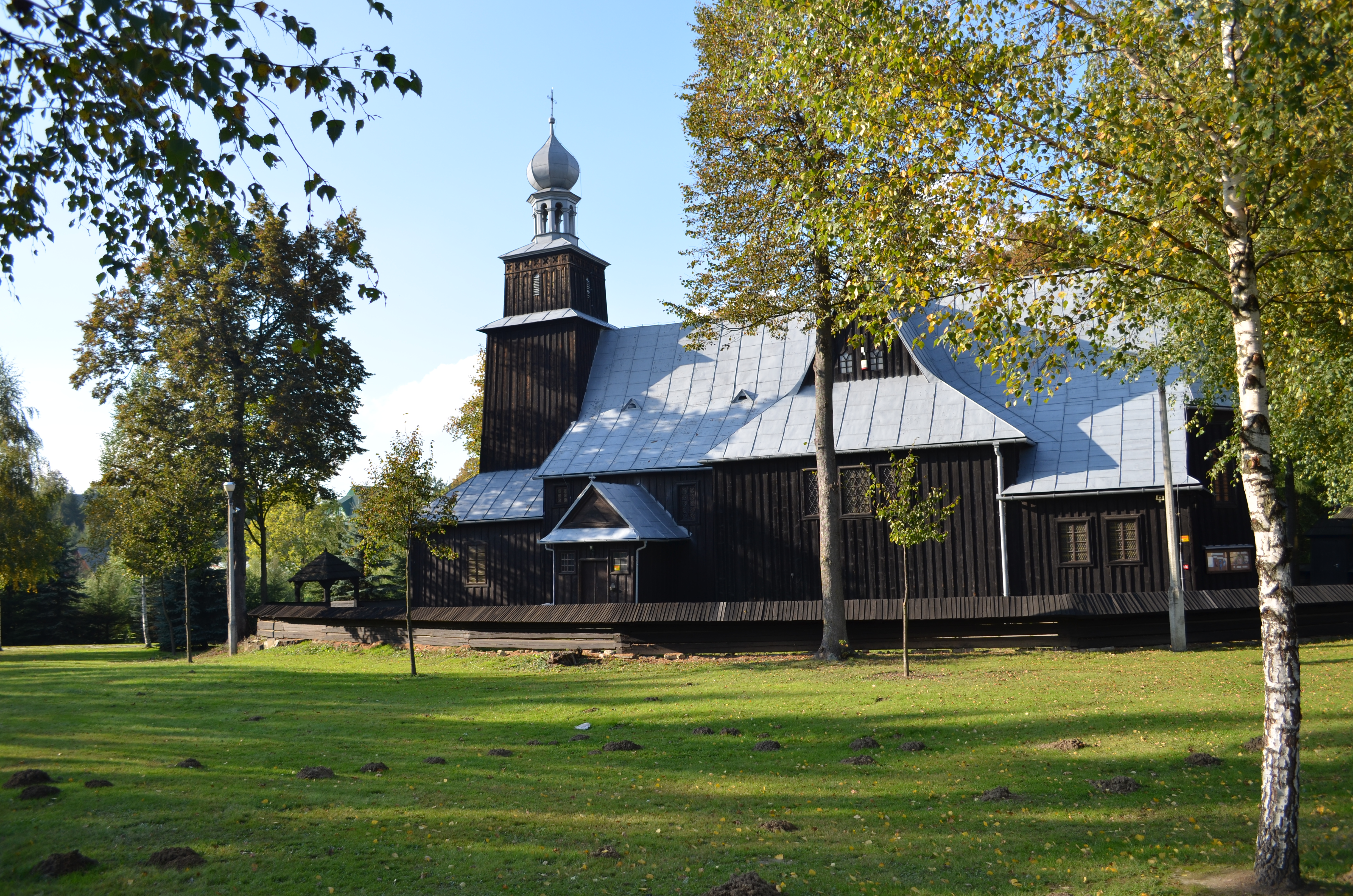
Kościół filialny pw. Wszystkich świętych w Ptaszkowej
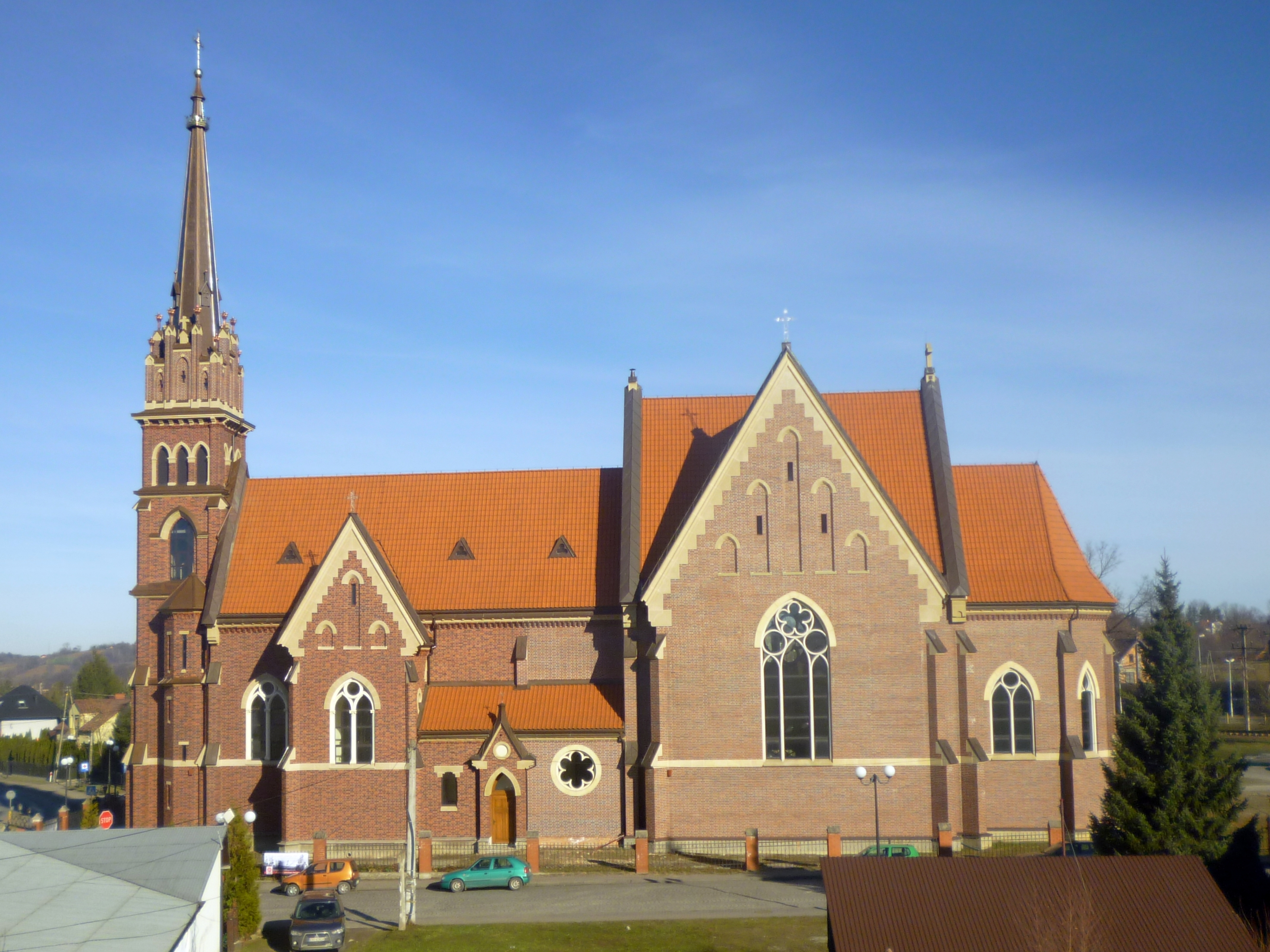
Kościół parafii NMP Królowej Polski w Stróżach
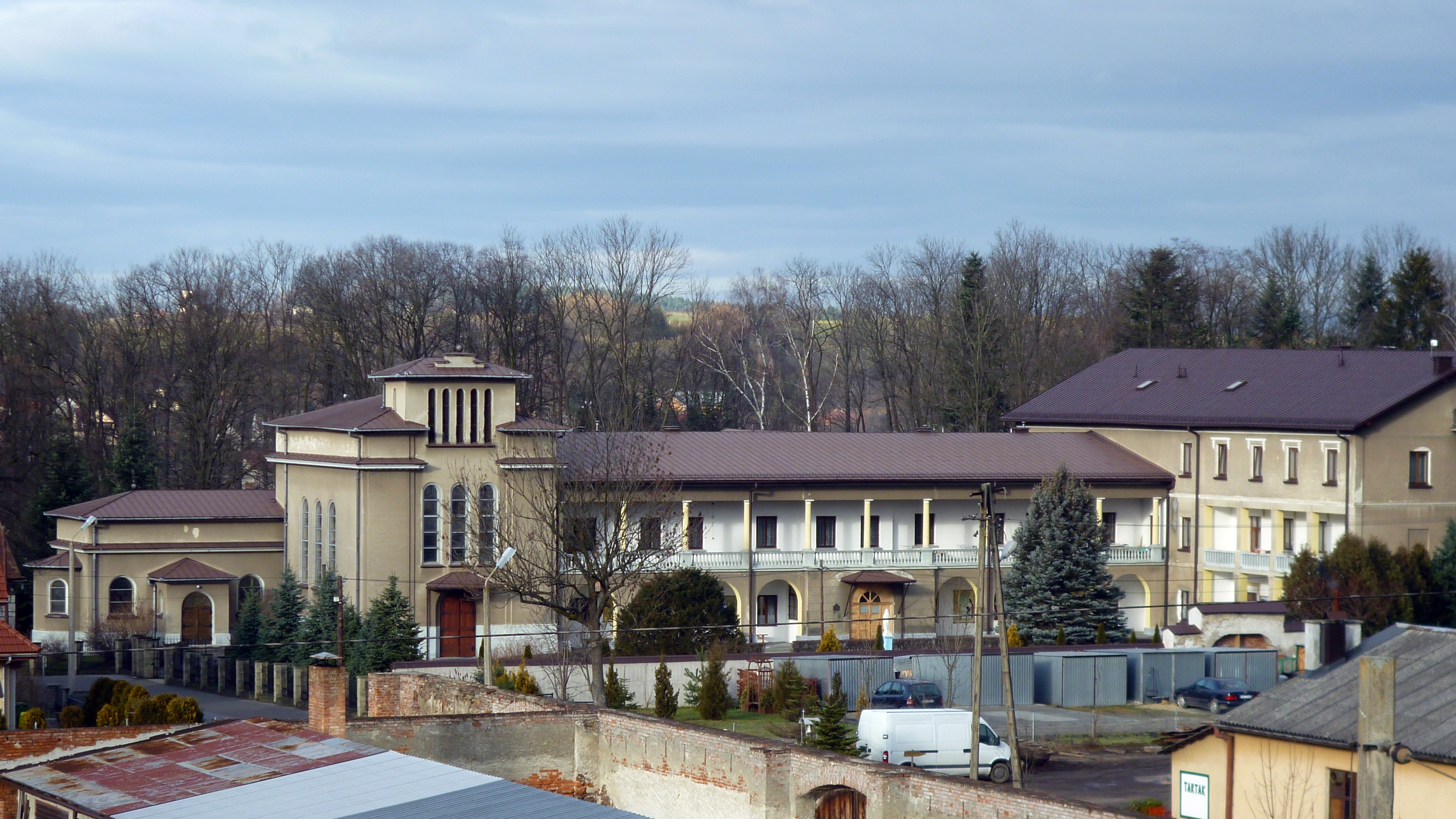
Klasztor sióstr Dominikanek w Białej Niżnej